# Квиркор
Квиркор (англ. queercore) — культурное и социальное движение, начавшееся в середине 1980-х годов в качестве ответвления панк-культуры, а также музыкальный жанр, происходящий из панк-рока. Характерной чертой движения является недовольство современным обществом в целом и общественным неприятием ЛГБТ-сообщества в частности. Его приверженцы выражают свою позицию в DIY-стиле, будь то зины (журналы), музыка, писательство, искусство или кино.
В музыкальном плане квиркор характеризуется текстами на тему предрассудков, гендерной идентичности, сексуальной ориентации и прав личности. Так группы этого жанра критикуют общество, поддерживающее гомофобию, иногда шутливо, а иногда — более радикально. К квиркору же их причисляют не только из-за того, что их участники относятся к ЛГБТК+, но также за то, что через музыку те рассказывают о своём квир-опыте. Множество квиркор-групп зародилось из панка, но было сильно и влияние индустриальной музыки. Квиркор вобрал в себя многие жанры, такие как хардкор-панк, синтипанк, инди-рок, пауэр-поп, no wave, нойз, экспериментальная музыка, индастриал и другие.